# Sunday Mirror
Sunday Mirror este un ziar britanic ce apare săptămânal, înființat în anul 1915. Ziarul este deținut de compania media Trinity Mirror, care deține și ziarele Daily Mirror și The People. Tirajul ziarului în luna aprilie 2008 a fost de aproximativ 1.338.352 exemplare.

## Redactori
Sunday Pictorial:
1915: F. R. Sanderson
1921: William McWhirter
1924: David Grant
1928: William McWhirter
1929: David Grant
1938: Hugh Cudlipp
1940: Stuart Campbell
1946: Hugh Cudlipp
1949: Philip Zec
1952: Hugh Cudlipp
1953: Colin Valdar
1959: Lee Howard
1961: Reg Payne
Sunday Mirror:
1963: Michael Christiansen
1972: Bob Edwards
1984: Peter Thompson
1986: Mike Molloy
1988: Eve Pollard
1991: Bridget Rowe
1992: Colin Myler
1994: Paul Connew
1995: Tessa Hilton
1996: Amanda Platell (interimar)
1997: Bridget Rowe
1998: Brendon Parsons
1998: Colin Myler
2001: Tina Weaver
2012: Lloyd Embley